# A' Katīgoria 2003-2004
L'edizione 2003-2004 della A' Katīgoria fu la 65ª del massimo campionato di calcio cipriota; vide la vittoria finale dell'APOEL, che conquistò il suo diciottesimo titolo.
Capocannoniere del torneo furono Łukasz Sosin dell'Apollōn Limassol e Jozef Kožlej dell'Omonia con 21 reti.

## Formula
Le 14 squadre partecipanti disputarono il campionato incontrandosi in due gironi di andata e ritorno, per un totale di 26 giornate. Erano previste tre retrocessioni.

## Classifica finale
|  |    | Classifica finale   | G  | V  | N | P  | GF | GS  | DR  | Punti |
|  | -- | ------------------- | -- | -- | - | -- | -- | --- | --- | ----- |
|  | 1  | APOEL               | 26 | 20 | 5 | 1  | 56 | 20  | +36 | 65    |
|  | 2  | Omonia (C) (CC)     | 26 | 20 | 2 | 4  | 68 | 29  | +39 | 62    |
|  | 3  | Apollōn Limassol    | 26 | 16 | 1 | 9  | 50 | 23  | +27 | 49    |
|  | 4  | AEL Limassol        | 26 | 14 | 7 | 5  | 52 | 26  | +26 | 49    |
|  | 5  | Anorthōsis          | 26 | 15 | 3 | 8  | 57 | 35  | +22 | 48    |
|  | 6  | Ethnikos Achnas     | 26 | 11 | 5 | 10 | 51 | 37  | +14 | 38    |
|  | 7  | AEP Paphos          | 26 | 12 | 2 | 12 | 41 | 36  | +5  | 38    |
|  | 8  | EN Paralimni        | 26 | 10 | 6 | 10 | 40 | 36  | +4  | 36    |
|  | 9  | AEK Larnaca         | 26 | 9  | 5 | 12 | 50 | 52  | -2  | 32    |
|  | 10 | Olympiakos Nicosia  | 26 | 8  | 7 | 11 | 45 | 44  | +1  | 31    |
|  | 11 | Digenīs Morphou     | 26 | 7  | 7 | 12 | 27 | 38  | -11 | 28    |
|  | 12 | Anagennīsī Deryneia | 26 | 4  | 6 | 16 | 17 | 44  | -27 | 18    |
|  | 13 | Onīsilos Sōtīra     | 26 | 3  | 4 | 19 | 22 | 63  | -41 | 13    |
|  | 14 | Doxa Katōkopias     | 26 | 1  | 4 | 21 | 18 | 111 | -93 | 7     |

G = Partite giocate; V = Vittorie; N = Nulle/Pareggi; P = Perse; GF = Goal fatti; GS = Goal subiti; DR = Differenza reti.
- (C): Campione nella stagione precedente
- (CC): Vince la Coppa di Cipro

### Verdetti
- APOEL Campione di Cipro 2003-2004.
- Anagennisi Dherynia, Onisilos Sotira e Doxa Katokopia retrocesse in Seconda Divisione.

### Qualificazioni alle Coppe europee
- UEFA Champions League 2004-2005: APOEL qualificato al secondo turno preliminare.
- Coppa UEFA 2004-2005: Omonia qualificata al primo turno preliminare; AEK Larnaca qualificata al secondo turno preliminare come vincitore di Coppa.
- Coppa Intertoto 2004: Ethnikos Achna qualificato.